# Consulat général de Turquie à Nantes
Le consulat général de Turquie à Nantes est une représentation consulaire de la République de Turquie en France. Il est situé au 20, quai François-Mitterrand à Nantes, en Loire-Atlantique.

## Historique
Nantes avait déjà hébergé une représentation diplomatique turque, le consulat honoraire de Turquie, alors situé au no 14, rue Jean-Jaurès, puis au no 13 du quai de la Fosse.
Après un entretien entre Laurent Fabius, ministre français des Affaires étrangères, et son homologue turc, Ahmet Davutoğlu, les deux hommes déclarent, en juillet 2012, que la décision de la Turquie de lever les « sanctions politiques et militaires contre la France à propos de la question du génocide arménien », offre la possibilité d'ouvrir deux nouvelles représentations turques, à Bordeaux et à Nantes.
En novembre 2012, le diplomate turc Korkut Tufan arrive en Loire-Atlantique, avec pour mission de créer un consulat destiné à servir les 60 000 Turcs ou binationaux recensés dans « l'Ouest ». Les locaux sont provisoirement installés au no 7 de la rue de la Garouère à Vertou dans la banlieue sud-est de Nantes, mais l'objectif à terme est d'installer le consulat dans le centre-ville de Nantes, pour héberger quinze employés dont quatre diplomates.
À compter du 1er janvier 2013, le consulat de Nantes est compétent pour la Basse-Normandie, la Bretagne, les Pays de la Loire, l'Indre, l'Indre-et-Loire, la Vienne et les Deux-Sèvres. À cette date, la Vendée qui, auparavant relevait du consulat général de Turquie à Marseille, passe sous l'administration de celui de Nantes.
En avril 2014, le consulat s'installe définitivement dans un hôtel particulier de la fin du XIXe siècle totalement rénové (l'ancienne maison Avril et Fiteau) situé au no 20 du quai François-Mitterrand sur l'île de Nantes, à proximité du palais de justice.

## Galerie

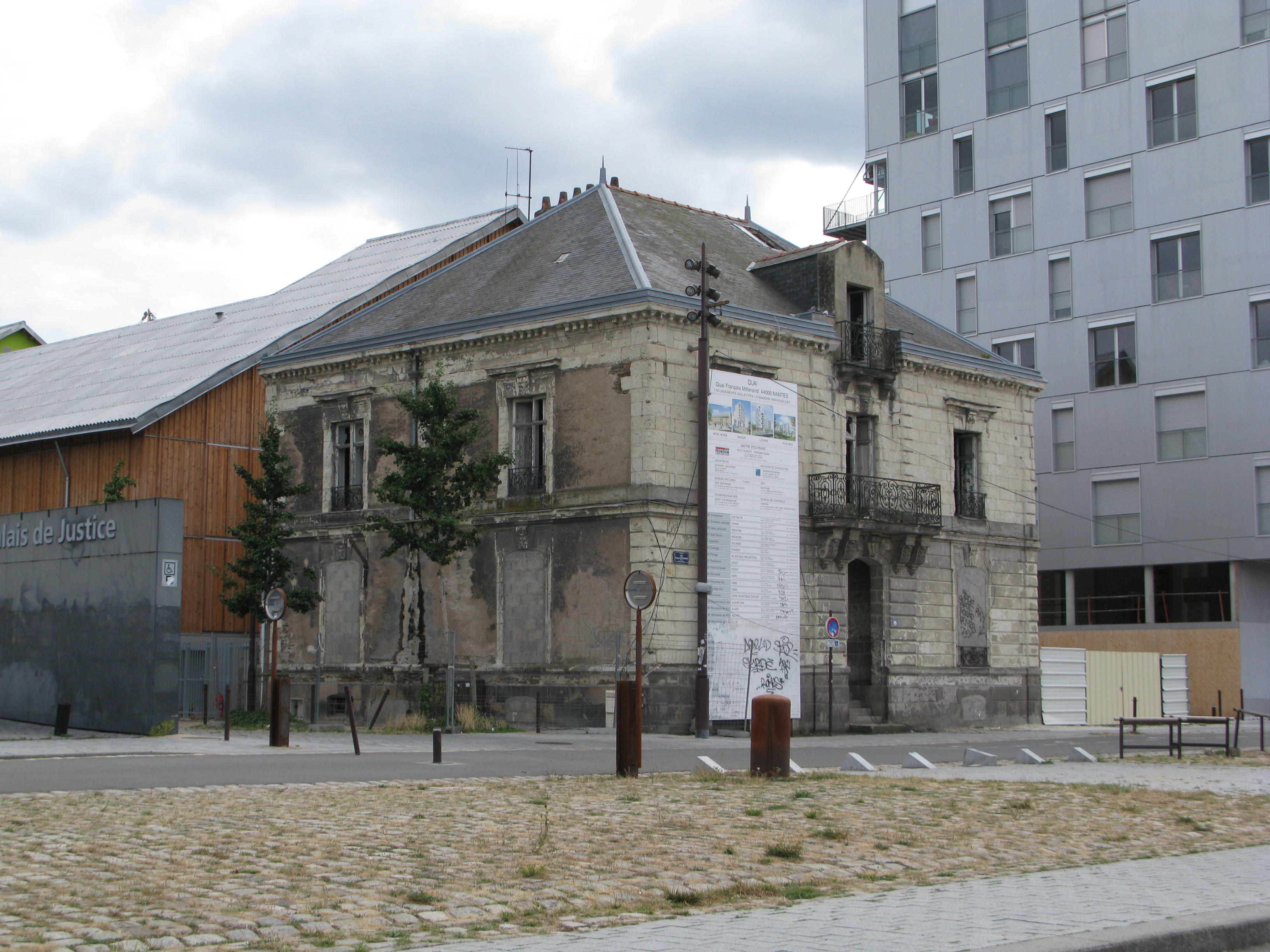
Le bâtiment en 2010 avant sa restauration.
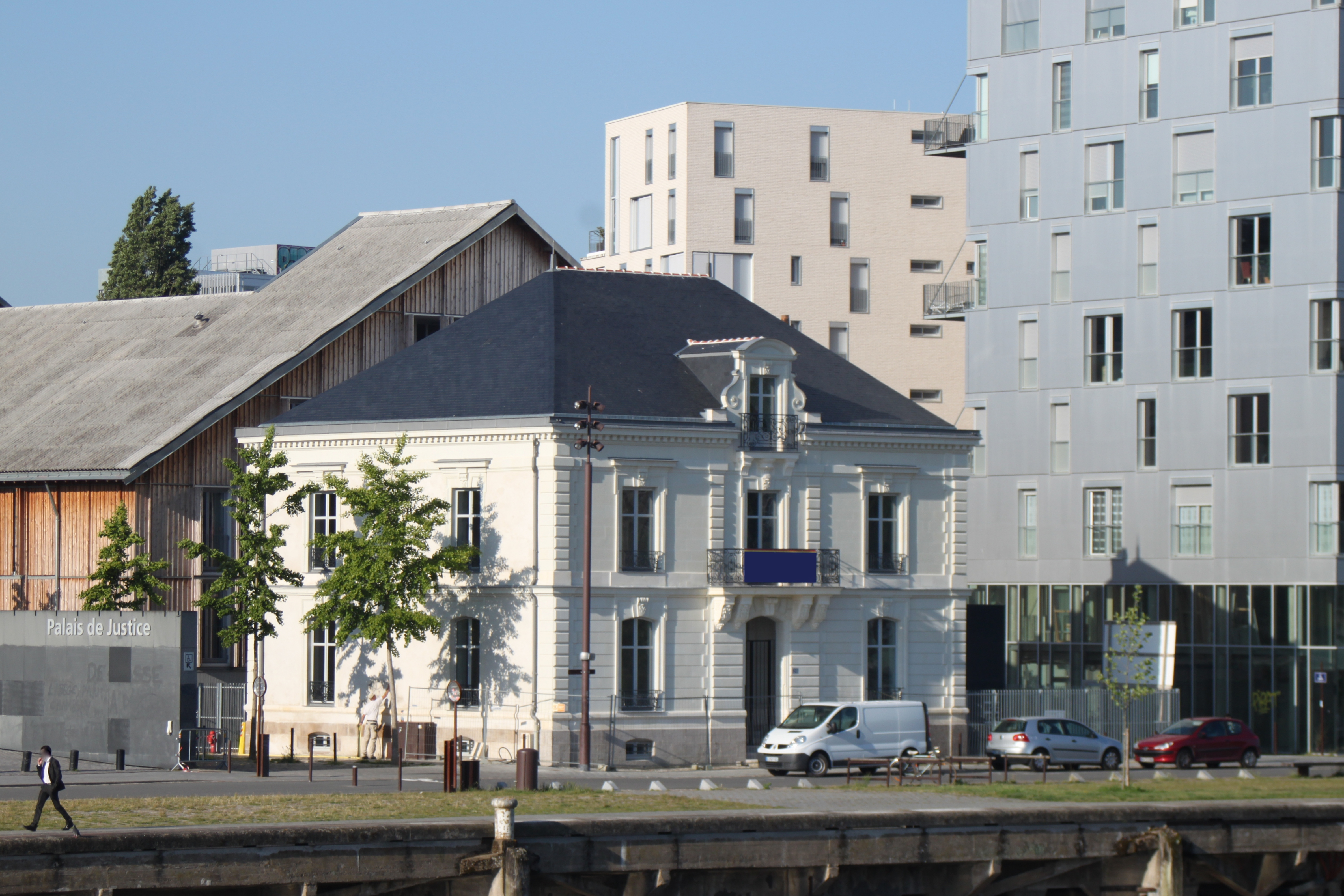
Le bâtiment en 2013 après sa restauration. Il jouxte le palais de justice de Nantes.